# Командный чемпионат СССР по спидвею 1988

## Высшая Лига
| М | Команда                  | Матч | Очки |
| - | ------------------------ | ---- | ---- |
| 1 | «Башкирия», г. Уфа       | 12   | 22   |
| 2 | «Кузбасс», г. Кемерово   | 12   | 15   |
| 3 | «Турбина», г. Балаково   | 12   | 15   |
| 4 | «Восток», г. Владивосток | 12   | 14   |
| 5 | «Сигнал», г. Ровно       | 12   | 14   |
| 6 | «Сибирь», г. Новосибирск | 12   | 4    |
| 7 | «Жигули», г. Тольятти    | 12   | 0    |

## Первая лига, класс «А»
| М | Команда                    | Матч | Очки |
| - | -------------------------- | ---- | ---- |
| 1 | «Нефтяник», г. Октябрьский | 12   | 21   |
| 2 | «Локомотив», г. Даугавпилс | 12   | 18   |
| 3 | «Тайфун», г. Элиста        | 12   | 17   |
| 4 | «Баррикада», г. Ленинград  | 12   | 12   |
| 5 | «Цементник», г. Черкесск   | 12   | 12   |
| 6 | «Лтава», г. Полтава        | 12   | 2    |
| 7 | «Луч», г. Фергана          | 12   | 2    |

## Первая лига, класс «Б»

### Финал
| М | Команда               | Матч | Очки |
| - | --------------------- | ---- | ---- |
| 1 | «СКА», г. Львов       | 4    | 4    |
| 2 | «Юность», г. Черкесск | 4    | 2    |
| 3 | «Салават», г. Салават | 4    | 0    |

### 1 зона
| М | Команда                        | Матч | Очки |
| - | ------------------------------ | ---- | ---- |
| 1 | «СКА», г. Львов                | 8    | 16   |
| 2 | «Целиниекс», г. Рига           | 8    | 12   |
| 3 | «Восход», г. Вознесенск        | 8    | 4    |
| 4 | «Шахтёр», г. Червоноград       | 8    | 4    |
| 5 | «Текстильщик», г. Видное       | 8    | 2    |
|   | «Профтехобразование», г. Минск |      | ИСК  |
|   | «Колос», г. Пинск              |      | ИСК  |

### 2 зона
| М | Команда                      | Матч | Очки |
| - | ---------------------------- | ---- | ---- |
| 1 | «Салават», г. Салават        | 8    | 16   |
| 2 | «Труд», г. Мелеуз            | 8    | 12   |
| 3 | «Урал», г. Стерлитамак       | 8    | 6    |
| 4 | «Сибирь», г. Омск            | 8    | 4    |
| 5 | «Металлург», г. Магнитогорск | 8    | 2    |
|   | «Магнетит», г. Рудный        |      | ИСК  |

### 3 зона
| М | Команда                  | Матч | Очки |
| - | ------------------------ | ---- | ---- |
| 1 | «Юность», г. Черкесск    | 10   | 20   |
| 2 | «Хазри», г. Баку         | 10   | 12   |
| 3 | «Донбасс», г. Донецк     | 10   | 8    |
| 4 | «Масис», г. Ереван       | 10   | 8    |
| 5 | «Арциви», г. Тбилиси     | 10   | 6    |
| 6 | «Таврия», г. Севастополь | 10   | 6    |

## Медалисты
| «Башкирия», г. Уфа     | Р.Саитгареев, М.Старостин, Е.Токунов, Ф.Захаров, А.Файзулин, О.Юдахин, В.Мамаев, С.Ахмадуллин, А.Исланов, А.Байбурин |
| «Кузбасс», г. Кемерово | Ю.Павлюченко, А.Олейников. В.Клычков, В.Титов, Е.Родин, В.Чернов, С.Кузнецов, А.Карлов, А.Смирнов                    |
| «Турбина», г. Балаково | Вал. Гордеев, О.Волохов, А.Павлов, А.Волохов, В.Шляпугин, С.Деркач, С.Кузин, И.Никипорец, А.Тайков                   |